# Hemiblossia termitophila
Espèce
Hemiblossia termitophila est une espèce de solifuges de la famille des Daesiidae.

## Distribution
Cette espèce se rencontre en Afrique du Sud et en Namibie.

## Publication originale
- Lawrence, 1963 : The Solifugae of South West Africa Cimbebasia , vol. 8, p. 1–28.